# 州間高速道路12号線
州間高速道路12号線（しゅうかんこうそくどうろ12ごうせん、Interstate Highway 12、略称：I-12）は、アメリカ合衆国ルイジアナ州を横断する州間高速道路である。
全線がルイジアナ州内にあり、起点と終点で州間高速道路10号線と接続する。

## 通過する主要都市
ルイジアナ州
- バトンルージュ（州間高速道路10号線と接続）
- デナム・スプリングス（英語版）
- ウォーカー（英語版）
- リビングストン（英語版）
- ハモンド（州間高速道路55号線と接続）
- レイコム（英語版）
- スライデル（州間高速道路10号線、59号線と接続）

## 交差する州間高速道路
ルイジアナ州
- 州間高速道路10号線（バトンルージュ）
- 州間高速道路55号線（ハモンド）
- 州間高速道路10号線、59号線（スライデル）